# Rörvik, Sävsjö kommun
Rörvik är en tätort i Sävsjö kommun i Jönköpings län. 

## Historik
Rörvik växte fram i och med södra stambanans framväxt. Järnvägen öppnades för trafik den 1 januari 1914, men numera stannar inte längre några persontåg i Rörvik. Postkontor öppnades den 1 juli 1916. 

### Befolkningsutveckling
| Befolkningsutvecklingen i Rörvik 1950–2020              | Befolkningsutvecklingen i Rörvik 1950–2020 | Befolkningsutvecklingen i Rörvik 1950–2020 | Befolkningsutvecklingen i Rörvik 1950–2020 | Befolkningsutvecklingen i Rörvik 1950–2020 |
| ------------------------------------------------------- | ------------------------------------------ | ------------------------------------------ | ------------------------------------------ | ------------------------------------------ |
|                                                         |                                            |                                            |                                            |                                            |
| År                                                      |                                            |                                            | Folkmängd                                  | Areal (ha)                                 |
| 1950                                                    | 1950                                       |                                            | 323                                        | ##                                         |
| 1960                                                    | 1960                                       |                                            | 517                                        |                                            |
| 1965                                                    | 1965                                       |                                            | 515                                        |                                            |
| 1970                                                    | 1970                                       |                                            | 604                                        |                                            |
| 1975                                                    | 1975                                       |                                            | 640                                        |                                            |
| 1980                                                    | 1980                                       |                                            | 689                                        |                                            |
| 1990                                                    | 1990                                       |                                            | 688                                        | 91                                         |
| 1995                                                    | 1995                                       |                                            | 650                                        | 93                                         |
| 2000                                                    | 2000                                       |                                            | 555                                        | 93                                         |
| 2005                                                    | 2005                                       |                                            | 555                                        | 93                                         |
| 2010                                                    | 2010                                       |                                            | 523                                        | 93                                         |
| 2015                                                    | 2015                                       |                                            | 582                                        | 118                                        |
| 2020                                                    | 2020                                       |                                            | 590                                        | 122                                        |
| Anm.: ## Som tätort/befolkningsagglomeration 1920–1950. |                                            |                                            |                                            |                                            |